# Río Fontanka

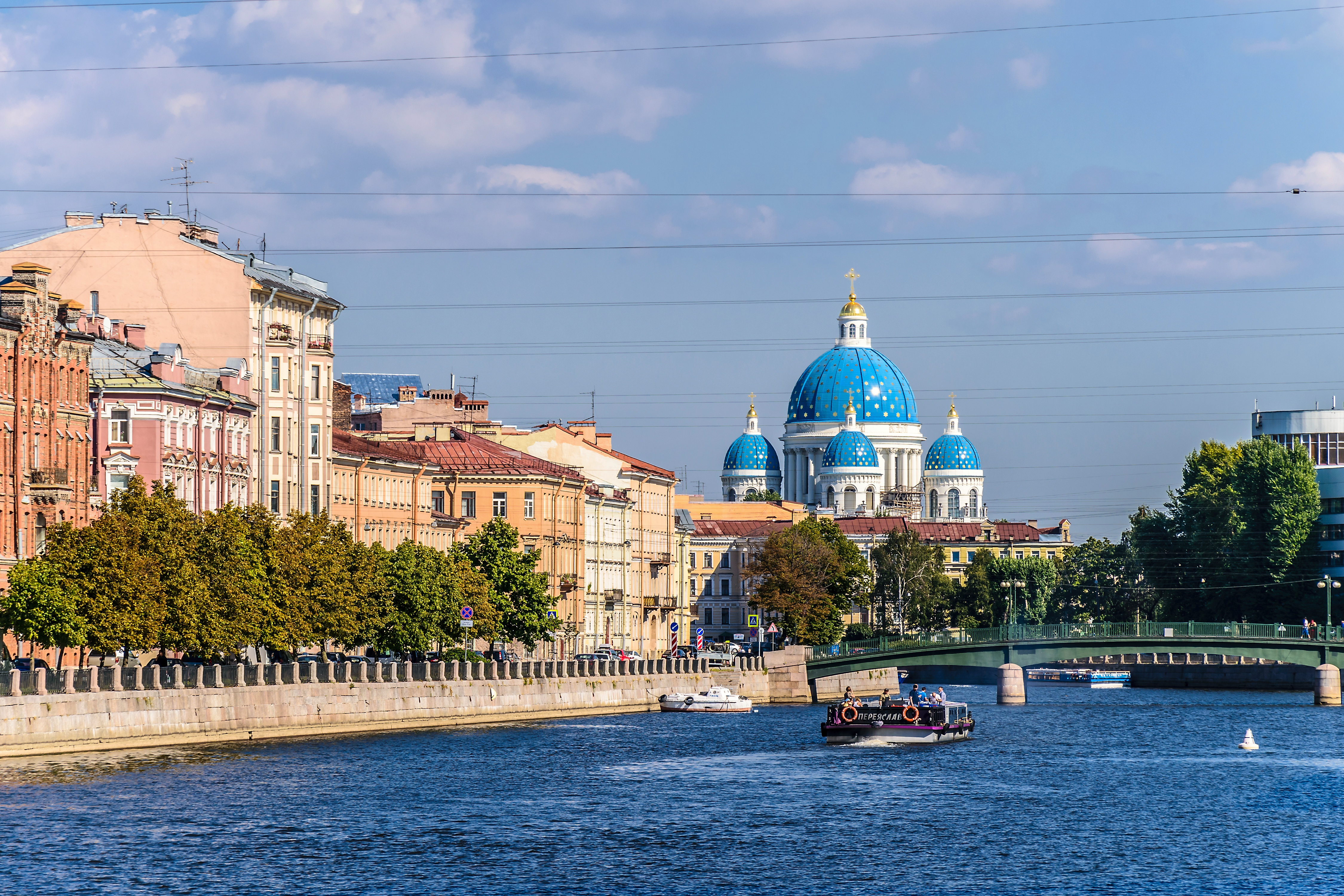
Perspectiva del río Fontanka. Vista a la Catedral de la Santa Trinidad.

Fontanka (en ruso: Фонтанка) es un brazo del río Nevá, que fluye a lo largo de la parte central de San Petersburgo, Rusia. Su cauce se extiende por 6700 metros, su ancho máximo es de setenta metros y su profundidad alcanza los tres metros y medio. Las orillas del Fontanka se encuentra alineado con las antiguas residencias privadas de la nobleza rusa.
Este río, uno de los 93 ríos y canales de San Peterburgo, se llamaba El Riachuelo Anónimo (en ruso, Bezymyánnyi Yérik, Безымянный ерик). En idioma ruso, yérik es un canal fluvial secundario o intermitente (un riachuelo o arroyo). En 1719, el río recibió su nombre actual, tomado de las fuentes del Jardín de Verano, de donde provienen sus aguas.
Hasta mediados del siglo XVIII, el río Fontanka era considerado el límite sur de San Petersburgo. Sus costas estaban alineadas con las enormes mansiones de los miembros de la familia imperial rusa y de otros nobles, como el Palacio de Verano y el Palacio Aníchkov. Entre 1780 y 1789, Andréi Kvásov supervisó la construcción de los diques de granito y las estructuras cercanas al río. También se regularizó la cuenca fluvial.  
Entre las reliquias de la arquitectura barroca que bordean el río se encuentran el Palacio Sheremétiev, el Palacio Beloselski-Belozerski, el Palacio Shuválov y la Iglesia de San Panteleimón. Las estructuras neoclásicas del siglo XVIII incluyen el Instituto Catalina, el Palacio Aníchkov y el Palacio Yusúpov. Algunas de las mansiones contienen museos de los escritores y compositores que vivieron allí: Gavrila Derzhavin, Aleksandr Pushkin, Iván Turguénev y Anna Ajmátova, entre otros.
Quince puentes cruzan el Fontanka, entre los que se destacan el Lomonósov y el extravagante Puente Egipcio. El más famoso de todos los puentes, el Aníchkov, sirve de paso para la famosa Avenida Nevski.